# White Dove
«White Dove» es una canción de la banda alemana de hard rock y heavy metal Scorpions, publicado en 1994 por Phonogram Records y Mercury Records. Es una reinterpretación de «Gyöngyhajú lány», un tema de 1969 de la banda húngara de rock Omega, publicada con UNICEF para reunir fondos para los refugiados de la guerra civil en Ruanda; de hecho, Scorpions donó todas las ganancias del sencillo al organismo.
Una vez en el mercado, «White Dove» logró atención en Alemania, Suiza y Austria; por ejemplo, para la semana del 4 de febrero de 1995, Music & Media reportó que fue la canción más reproducida en las principales radios de esos mercados. Posteriormente, se agregó como pista final en el álbum en vivo Live Bites de 1995.

## Composición y grabación
«White Dove» es una reinterpretación realizada por Scorpions de la canción «Gyöngyhajú lány», escrita por Gábor Presser de la banda húngara de rock Omega para el álbum 10000 lépés de 1969. En 1994, en tan solo una semana, Klaus Meine cambió la letra para darle una connotación sociopolítica, mientras que Rudolf Schenker le añadió elementos adicionales a la música. La producción la realizaron Scorpions y Keith Olsen. Por su parte, la mezcla la hizo Albert Boekholt, mientras que Sander Var Der Heide se encargó de la masterización.
Cabe indicar que Preser nunca ha expresado molestia alguna por el uso de la música o el cambio de letra. De hecho, en determinadas presentaciones en vivo ocurridas en Hungría, Scorpions ha interpretado la canción junto con Omega.

## Lanzamiento
«White Dove» salió al mercado el 11 de julio de 1994 como sencillo a través de Phonogram Records y, en algunos mercados, por Mercury Records. Fue publicado con la colaboración de UNICEF para reunir fondos para los refugiados de la guerra civil en Ruanda; de hecho, Scorpions donó todas las ganancias del sencillo al organismo. Editado en disco compacto, el lado B lo ocupó una versión de «Ave Maria No Morro», escrita por Herivelto Martins y Manuel Salinas en 1942. Por su parte, también existe un maxisencillo en CD que incluyó ambas canciones, además de «Kami O Shin Jiru». Compuesta por Schenker y Meine, esta había figurado como bonus track en la edición japonesa de Face the Heat (1993).

## Recepción comercial
Una vez que salió al mercado, «White Dove» tuvo una positiva recepción en Europa continental. Debutó en el puesto 25 en el Media Control Charts de Alemania y como máxima posición logró el 18 para la semana del 23 de enero de 1995. En total, sumó dieciocho semanas en el recuento. Por su parte, en Suiza logró la casilla 20 en el Schweizer Hitparade y permaneció veinte semanas en la lista. Gracias a estos dos mercados, para la semana del 28 de enero de 1995 alcanzó la posición 84 en el European Hot 100 Singles de la revista Music & Media.
En dos ocasiones más el sencillo reingresó en el recuento europeo: primero, el 25 de febrero logró el puesto 97, y después el 4 de marzo alcanzó el 93. Por su parte, en la lista Adult Contemporary Europe de Music & Media, «White Dove» se situó en el puesto 6. Para la semana del 4 de febrero de 1995, Music & Media reportó que «White Dove» fue la canción más reproducida en las principales radios de Alemania, Suiza y Austria.

## Lista de canciones
| Sencillo en CD |                      |                                   |          |  |
| N.º            | Título               | Escritor(es)                      | Duración |  |
| 1.             | «White Dove»         | Schenker, Meine, Gábor Presser    | 4:20     |  |
| 2.             | «Ave Maria No Morro» | Herivelto Martins, Manuel Salinas | 3:21     |  |

| Maxisencillo en CD |                      |                                   |          |  |
| N.º                | Título               | Escritor(es)                      | Duración |  |
| 1.                 | «White Dove»         | Schenker, Meine, Gábor Presser    | 4:20     |  |
| 2.                 | «Ave Maria No Morro» | Herivelto Martins, Manuel Salinas | 3:21     |  |
| 3.                 | «Kami O Shin Jiru»   | Schenker, Meine                   | 3:49     |  |

## Posicionamiento en listas musicales
| País/Continente | Lista (1995)                    | Posición |
| --------------- | ------------------------------- | -------- |
| Alemania        | Media Control Charts            | 18       |
| Europa          | Adult Contemporary Europe       | 6        |
| Europa          | European Hot 100 Singles        | 84       |
| Europa          | Border Breakers Chart (airplay) | 8        |
| Polonia         | LP3 Chart                       | 24       |
| Suiza           | Schweizer Hitparade             | 20       |

## Créditos
| - Klaus Meine: voz - Rudolf Schenker: guitarra eléctrica - Matthias Jabs: guitarra eléctrica - Ralph Rieckermann: bajo - Herman Rarebell: batería | - Scorpions y Keith Olsen: producción - Albert Boekholt: mezcla - Sander Var Der Heide: masterización |

- Fuente: Folleto de notas de «White Dove»[2]